# Font de Miravet
La Font de Miravet és una font del terme municipal de Castell de Mur, en territori del mateix castell de Mur, de l'antic municipi de Mur, en terres de l'antic poble de Miravet.
Està situada a 959 m d'altitud, a sota i al sud-oest de Miravet, al nord dels Horts de Miravet.